# Risopatrón
Refugio Luis Risopatrón – letnia stacja polarna należąca do Chile, położona na półwyspie Coppermine na Robert Island, w archipelagu Szetlandów Południowych.

## Historia
Bazę założyła Marynarka Wojenna Chile, później została ona przekazana Chilijskiemu Instytutowi Antarktycznemu. Patronem stacji jest chilijski geograf Luis Risopatrón, twórca mapy Antarktyki.

## Położenie
Stacja znajduje się 150 m od brzegu morza. W pobliżu niej rozciąga się Szczególnie Chroniony Obszar Antarktyki nr 112 (Coppermine Peninsula). Obejmuje on 0,9 km² wyspy. Chroni on lokalną florę, w szczególności połać mchów o powierzchni 1,5 hektara. W obszarze tym gnieżdżą się także ptaki morskie, przede wszystkim petrelec olbrzymi. Stacja oferuje zakwaterowanie dla badaczy prowadzących prace w tym obszarze, w jej pobliżu dozwolone jest także rozstawianie namiotów.